# Jan Hanuš (piłkarz)
Jan Hanuš (ur. 28 kwietnia 1988 w Chlumcu nad Cidlinou) – czeski piłkarz grający na pozycji bramkarza. Wychowanek Slavii Praga. Od 2017 występuje w FK Jablonec.